# Chloë Moretzová
Chloë Grace Moretzová (* 10. února 1997 Atlanta, Georgie) je americká herečka. Na filmovém plátně debutovala v sedmi letech, když se objevila v hororu 3:15 zemřeš. Zahrála si také ve filmech Kick-Ass (2010), Ať vejde ten pravý (2010), Hugo a jeho velký objev (2011) či Temné stíny (2012), Kick-Ass 2 (2013), Zůstaň se mnou (2014) a Equalizer (2014). Zatím nejznámější je ale její hlavní role Carrietty Whiteové v americkém hororu Carrie (2013) natočeném podle stejnojmenného románu Stephena Kinga z roku 1974.

## Životopis
Chloë se narodila v Atlantě, v Georgii, Teri Duke, zdravotní sestře, a McCoyovi Lee, plastickému chirurgovi. Má čtyři starší bratry: Brandona, Trevora, Colina a Ethana. V roce 2002 se přestěhovali do New Yorku, protože její bratr Trevor byl přijat na uměleckou školu. Ona mu pomáhala s textem a on ji učil herecké techniky, které se naučil ve škole. Když si uvědomila, jak jí herectví baví, rozhodla se navštívit několik konkurzů.

## Kariéra
První role přišla s televizním seriálem stanice CBS Záchranáři a její první filmovou rolí byla role v hororovém filmu 3:15 zemřeš, za kterou obdržela nominaci na cenu Young Artist Award. Po této roli začala získávat další hostující role v seriálech a menší role ve filmech jako například v Agentovi v sukni 2. Jako Cammie se objevila ve filmu The Poker House v roce 2008.
V roce 2010 přišel zvrat v její kariéře s filmem Kick-Ass. O rok později si zahrála v thrillerovém filmu Texaský kat a ten samý rok získala roli Isabelle ve filmu Hugo a jeho velký objev. Film byl nominován na 11 Oskarů. V roce 2012 se objevila ve filmu Tima Burtona Temné stíny. V roce 2013 si znovu zahrála roli Zabijačky ve filmu Kick-Ass: Na plný koule, menší roli ve filmu Mládeži nepřístupno a v hororovém snímku Carrie.
V lednu 2013 bylo oznámeno, že si zahraje Miu ve filmové adaptaci novely Zůstaň se mnou. Za roli ve filmu získala cenu People's Choice Award v kategorii Nejlepší herečka v dramatickém filmu.
V dubnu 2014 Sony Pictures oznámilo, že získala roli Cassie Sullivan ve filmové adaptaci románu Ricka Yanceyho, Pátá vlna. Premiéra filmu byla stanovena na 29. ledna 2016.

## Filmografie
| Rok  | Název                                         | Role                         | Poznámky            |
| ---- | --------------------------------------------- | ---------------------------- | ------------------- |
| 2005 | 3:15 zemřeš                                   |                              |                     |
| 2005 | Heart of the Beholder                         | Molly                        |                     |
| 2005 | Dnes zemřeš!                                  | dívka v nemocnici Sv. Tomáše |                     |
| 2006 | Agent v sukni 2                               | Carrie Fuller                |                     |
| 2006 | Room 6                                        | Melissa Norman               |                     |
| 2006 | Zombies                                       | Emma Tunny                   |                     |
| 2007 | Super Sleuth Christmas Movie                  | Darby (hlas)                 |                     |
| 2007 | Kazatel smrti                                 | Sabrina                      |                     |
| 2007 | The Third Nail                                | Hailey                       |                     |
| 2008 | Oko                                           | Alicia                       |                     |
| 2008 | The Poker House                               | Cammie                       |                     |
| 2008 | Bolt – pes pro každý případ                   | mladá Penny (hlas)           |                     |
| 2009 | Unesená                                       | Toby Bishop                  |                     |
| 2009 | 500 dní se Summer                             | Rachel Hansen                |                     |
| 2009 | Moji kamarádi Tygr a Pú: Tygr a Pú v muzikálu | Darby (hlas)                 |                     |
| 2009 | Jack a stonek fazole                          | Jillian                      |                     |
| 2010 | Kick-Ass                                      | Mindy McCready / Hit-Girl    |                     |
| 2010 | Deník slabocha                                | Angie Steadman               |                     |
| 2010 | Super Duper Super Sleuths                     | Darby (hlas)                 |                     |
| 2010 | Ať vejde ten pravý                            | Abby                         |                     |
| 2011 | Our Deal                                      | Veronica                     | krátkometrážní film |
| 2011 | Texaský kat                                   | malá Ann Sliger              |                     |
| 2011 | Fracek                                        | Luli McMullen                |                     |
| 2011 | Hugo a jeho velký objev                       | Isabelle                     |                     |
| 2011 | Scary Girl                                    | Enid Krysinski               | krátkometrážní film |
| 2012 | Temné stíny                                   | Carolyn Stoddard             |                     |
| 2013 | Mládeži nepřístupno                           | Amanda                       |                     |
| 2013 | Kick-Ass 2                                    | Mindy McCready / Hit-Girl    |                     |
| 2013 | Carrie                                        | Carrie White                 |                     |
| 2013 | Girl Rising                                   | vypravěčka                   | dokument            |
| 2014 | Laggies                                       | Annika                       |                     |
| 2014 | A zase ti Mupeti!                             | dodavatelka novin            | Cameo               |
| 2014 | Sils Maria                                    | Jo-Anne Ellis                |                     |
| 2014 | Zůstaň se mnou                                | Mia Hall                     |                     |
| 2014 | Equalizer                                     | Alina / Teri                 |                     |
| 2014 | The Tale of the Princess Kaguya               | Kaguya Houraisan (hlas)      | anglický dabing     |
| 2015 | Temné kouty                                   | mladá Diondra Wertzner       |                     |
| 2016 | Pátá vlna                                     | Cassie Sullivan              |                     |
| 2016 | Sousedi 2                                     | Shelby                       |                     |
| 2016 | Mozek v plamenech                             | Susannah Cahalan             |                     |
| 2017 | I Love You, Daddy                             | China Topher                 |                     |
| 2017 | Listopadoví vrazi                             | Phoebe "Digger"              |                     |
| 2018 | Převýchova Cameron Postové                    | Cameron Post                 |                     |
| 2018 | Suspiria                                      | Patricia Hingle              |                     |
| 2018 | Greta - osamělá žena                          | Frances                      |                     |
| 2019 | Červený střevíček a sedm statečných           | Sněhurka (hlas)              |                     |
| 2019 | Addamsova rodina                              | Wednesday Addams (hlas)      |                     |
| 2020 | Shadow in the Cloud                           | Maude Garrett                |                     |
| 2021 | Tom a Jerry                                   | Kayla                        |                     |
| 2021 | Addamsova rodina 2                            | Wednesday Addams (hlas)      |                     |
| 2021 | Matka versus android                          | Georgia                      |                     |

### Televize
| Rok       | Název                   | Role           | Poznámky                                       |
| --------- | ----------------------- | -------------- | ---------------------------------------------- |
| 2004      | Ten, kdo tě chrání      | Violet         | 2 díly                                         |
| 2005      | Rodina podle plánu      | mladá Charlie  | TV film                                        |
| 2005      | Jmenuju se Earl         | Candy Stoker   | díl: „Nejkrásnější krásná princezna“           |
| 2006      | Vladařova nová škola    | Furi (voice)   | díl: „Kuzcogarten“                             |
| 2006–2007 | Zoufalé manželky        | Sherri Maltby  | 2 díly                                         |
| 2007      | The Cure                | Emily          | pilotní díl                                    |
| 2007–2008 | Dirty Sexy Money        | Kiki George    | 7 dílů                                         |
| 2007–2010 | Moji kamarádi Tygr a Pú | Darby (hlas)   | 87 dílů                                        |
| 2011–2013 | Studio 30 Rock          | Kaylie Hooper  | 3 díly                                         |
| 2013      | Americký táta           | Honey (hlas)   | díl: „Steve and Snot's Test-Tubular Adventure“ |
| 2015      | Mickeyho klubík         | Boodles (hlas) | díl: „Mickey's Monster Musical“                |
| 2019      | BoJack Horseman         | Samu sebe      | díl: „The New Client“                          |
| 2022      | The Peripheral          | Flynne Fisher  | hlavní role                                    |

### Divadlo
| Rok  | Název       | Role            | Poznámky           |
| ---- | ----------- | --------------- | ------------------ |
| 2014 | The Library | Caitlin Gabriel | The Public Theatre |

### Hudební videa
| Rok  | Název                | Umělec                          |
| ---- | -------------------- | ------------------------------- |
| 2010 | „Answer to Yourself“ | The Soft Pack                   |
| 2011 | „Our Deal“           | Best Coast                      |
| 2011 | „Ouch“               | Dionne Bromfield feat. Mz Bratt |

### Videohry
| Rok  | Název                | Role                      |
| ---- | -------------------- | ------------------------- |
| 2010 | Kick-Ass: The Game   | Mindy Macready / Hit-Girl |
| 2012 | Dishonored           | Emily Kaldwin             |
| 2014 | Kick-Ass 2: The Game | Mindy Macready / Hit-Girl |